# Зборівська районна державна адміністрація
Зборівська районна державна адміністрація (Зборівська РДА) — орган виконавчої влади в Зборівському районі Тернопільської області України.

## Структурні підрозділи
- Апарат районної державної адміністрації
- Управління праці та соціального захисту населення
- Фінансове управління
- Управління економічного розвитку, інфраструктури та торгівлі
- Відділ агропромислового розвитку
- Відділ освіти
- Відділ культури і туризму
- Відділ містобудування та архітектури
- Відділ охорони здоров'я
- Архівний відділ
- Служба у справах дітей
- Центр надання адміністративних послуг
- Відділ цивільного захисту
- Відділ у справах сім'ї, молоді та спорту

## Особи

### Очільники
Представники Президента України:
|  | Прізвище, ім'я, по батькові | Термін повноважень |
|  | --------------------------- | ------------------ |
|  | 1.                          |                    |

Голови райдержадміністрації:
|  | Прізвище, ім'я, по батькові     | Термін повноважень                                            |
|  | ------------------------------- | ------------------------------------------------------------- |
|  | 1. Фелікіссім Андрійович Ментух | ? — 16 грудня 2013                                            |
|  | 2. Юрій Андрійович Козіцький    | 26 грудня 2013 — 22 березня 2014                              |
|  | 3. Ігор Богданович Яворський    | 26 травня 2014 — 26 травня 2015 26 травня 2015 — 9 липня 2019 |
|  | 4. Сергій Васильович Рудяк      | 18 червня 2020 — 26 лютого 2021                               |

### Заступники
- Марія Назарчук — перший заступник,
- Олександр Парацій — заступник,
- Віталій Антоні — керівник апарату